# Écurie Braillard
Ecurie Braillard je nekdanje švicarsko dirkaško moštvo, ki je nastopalo na dirkah za Veliko nagrado med sezonama 1934 in 1935, ustanovil ga je Louis Braillard. Moštveni dirkači Braillard, Benoit Falchetto, Peter de Paolo, Raymond Sommer, José Scaron in Robert Brunet, ki so večino nastopali z dirkalniki Maserati 8CM, so skupno nastopili na triindvajsetih dirkah, na katerih so dosegli dve zmagi. Dosegel ju je Falchetto, prvo že na prvi dirki moštva za Veliko nagrado Pikardije, drugo pa na dirki najvišjega tipa Grandes Épreuves za Veliko nagrado Francije, obe v sezoni 1934.